# Lazarev Krst
Lazarev Krst (en serbe cyrillique : Лазарев Крст) est un village du centre du Monténégro, dans la municipalité de Danilovgrad.

## Démographie

### Évolution historique de la population
| 1948 | 1953 | 1961 | 1971 | 1981 | 1991 | 2003 |
| ---- | ---- | ---- | ---- | ---- | ---- | ---- |
| 251  | 229  | 186  | 148  | 108  | 99   | 48   |